# Химна Камбоџе
Мелодија и текст под именом Нокореа (име древне кмерске државе) је усвојена као химна Камбоџе 1941. године. Аутор текста је Чуон Нат. Ова химна није коришћена у периоду 1970 – 1993. 

## Текст
Небеса штите нашег Краља

И дају му срећу и славу

Да влада нашим душама и нашим судбинама,

Тога наследника суверених градитеља,

Који воде древно гордо краљевство.

Храмови уснули у шуми,
 
Сећају се сјаја Моха Нокора.
 
Као стена, кмерска нација је вечна.
 
Верујмо у судбину Камбоџе,
 
Царства које изазива векове.

Песме се шире из пагода

У славу свете будистичке вере.
 
Будимо одани вери наших предака,
 
Па ће небеса просути изобиље

По древној кмерској земљи Моха Нокор.